# ヴォンダ・シェパード
ヴォンダ・シェパード（Vonda Shepard、1963年7月7日 - ）は、アメリカ合衆国出身のロックシンガー。テレビ番組「アリー my Love」で、劇中の人物たちが立ち寄るバーの専属シンガーとしてよく登場していた。ピアノやギター、ベースを弾く。

## プロフィール
ヴォンダ・シェパードはニューヨークで生まれたが、ごく幼いころに一家でカリフォルニアに移住。小さいころからピアノを弾いていた。彼女の父親はリッチモンド・シェパードといって、パントマイムと即興劇の俳優である。そして彼女には3人の姉妹、Rosetta、Luana、Biannaがいる。母親はヴォンダが10歳のときに家族の元を去っており、父親が独りでこの4人の娘を育てあげた。
彼女は何年もバックシンガーとして活動し、その後ようやく自分のレコード契約を手にした。シェパードが最初にチャートに姿を現したのは1987年、ダン・ヒルとのデュエット「Can't We Try」をレコーディングしたときである。1989年には最初のセルフタイトルのアルバムを、ひっそりとだったがリリースした。このアルバムは1曲のヒットシングルをもたらした。「Don't Cry Ilene」という、ミドルテンポのピアノに乗せたジャズR&B風の歌であり、周囲の圧力によって別れてしまった黒人女性と白人男性を曲にしたものである。この曲は、その黒人女性の友人である白人女性の視点から歌われている。彼女には相手の白人男性に近づきたいという思いがあるが、友人への配慮から距離を作ってしまう。この曲はビルボード・ホット・アダルト・コンテンポラリーのチャートに最高時17位にランクインし、12週チャートにとどまった。
3番目のアルバムの後、シェパードは「アリー my Love」への出演契約を結んだ。これは、番組制作者のデビッド・E・ケリーに見いだされたためである。この番組において、彼女は2つのフルサウンドトラックアルバムをレコーディングし、またそれとは別に2つの「アリー my Love」コンピレーションに参加した。シェパードがこのサウンドトラックのためにレコーディングした歌は主に古い歌で、それらの歌詞は番組の主人公が出くわした出来事にあわせたものである。番組出演後、シェパードはさらに2つのスタジオ・アルバムとライブ・アルバムをリリースしている。

## ディスコグラフィー

### オリジナル・アルバム
- Vonda Shepard（1989年）
- The Radical Light（1992年）
- It's Good, Eve（1996年）
- By 7:30（1999年）
- Chinatown（2002年）
- Live: A Retrospective（2005年）
- From the Sun（2008年）

### サウンドトラック（アリー my Love）
- Songs from Ally McBeal（1998年）
- Heart And Soul: New Songs From Ally McBeal（1999年）
- Ally McBeal: A Very Ally Christmas（2000年）
- Ally McBeal: For Once in My Life Soundtrack（2001年）
- The Best of Ally McBeal - The Songs of Vonda Shepard（2009年）